# Сохацький Володимир Григорович
Володи́мир Григо́рович Соха́цький (1910, Київ —  6 лютого 1965, Запоріжжя) — український актор. Заслужений артист УРСР (1954).

## Біографія
Народився 1910 року в Києві в родині робітника. Осиротів і виховувався в дитячому будинку в Умані. Закінчив середню школу і два курси акторського відділення Київського музично-драматичного інституту.
У 1934—1947 роках працював актором у Запорізькому та Житомирському музично-драматичних театрах.
У 1947—1959 роках був актором Тернопільського музично-драматичного театру. Серед ролей, зіграних у цьому театрі:
- Возний («Наталка Полтавка» Івана Котляревського),
- Андронаті («В неділю рано зілля копала» Василя Василька за Ольгою Кобилянською),
- Яшка та Нечипір («Весілля в Малинівці» Леоніда Юхвіда),
- Попов («Тарас Шевченко» Юрія Костюка).

Згодом працював у театрах Житомира та Донецька.
Створив образ Леніна в трилогії Миколи Погодіна, в п'єсі Олександра Корнійчука «Правда».
Помер після тяжкої і тривалої хвороби артистом Запорізького обласного музично-драматичного театру імені М. Щорса.